# Лузия (ископаемый человек)

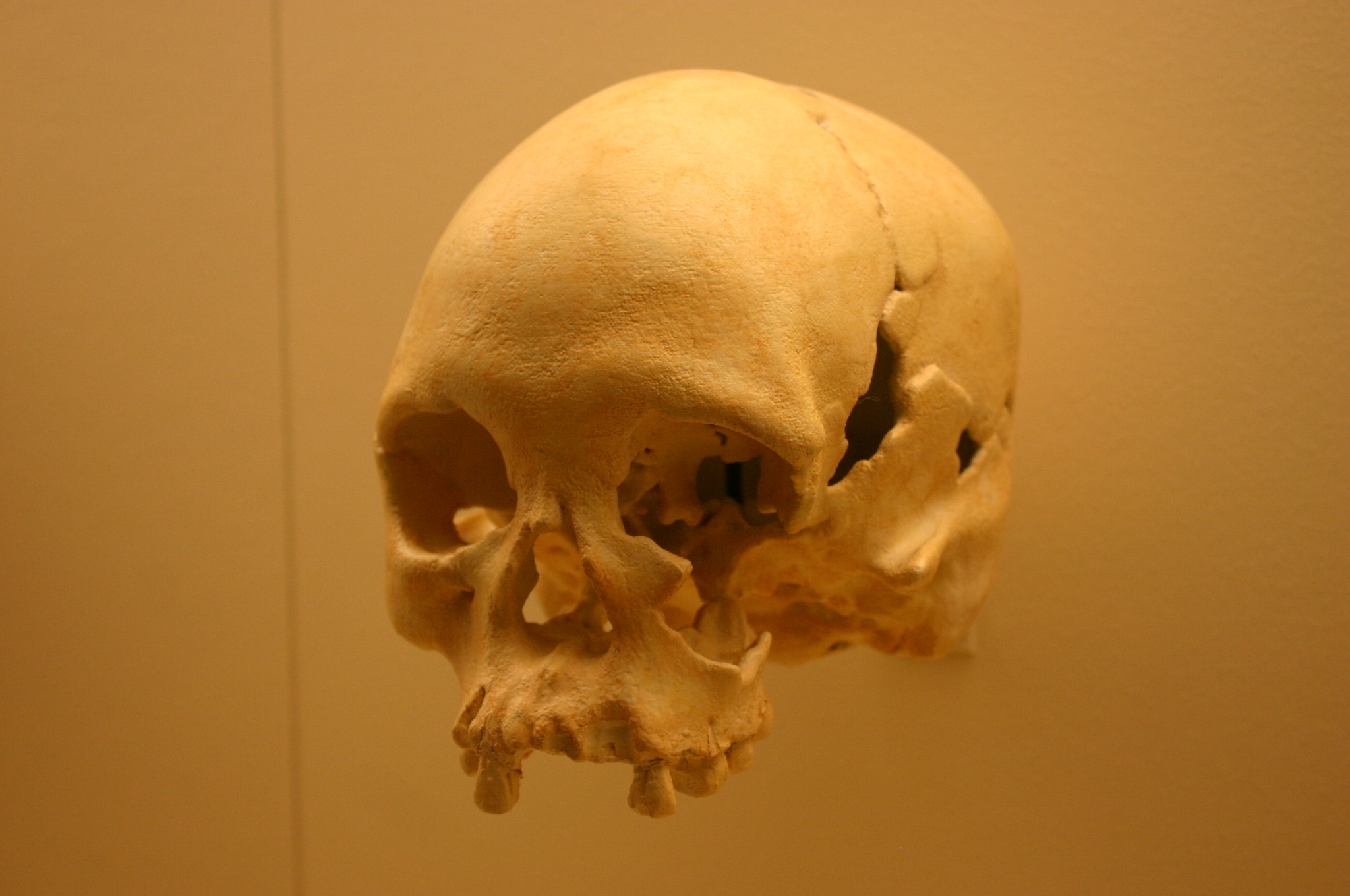
Копия черепа Лузии в Национальном музее естественной истории в Вашингтоне (США)

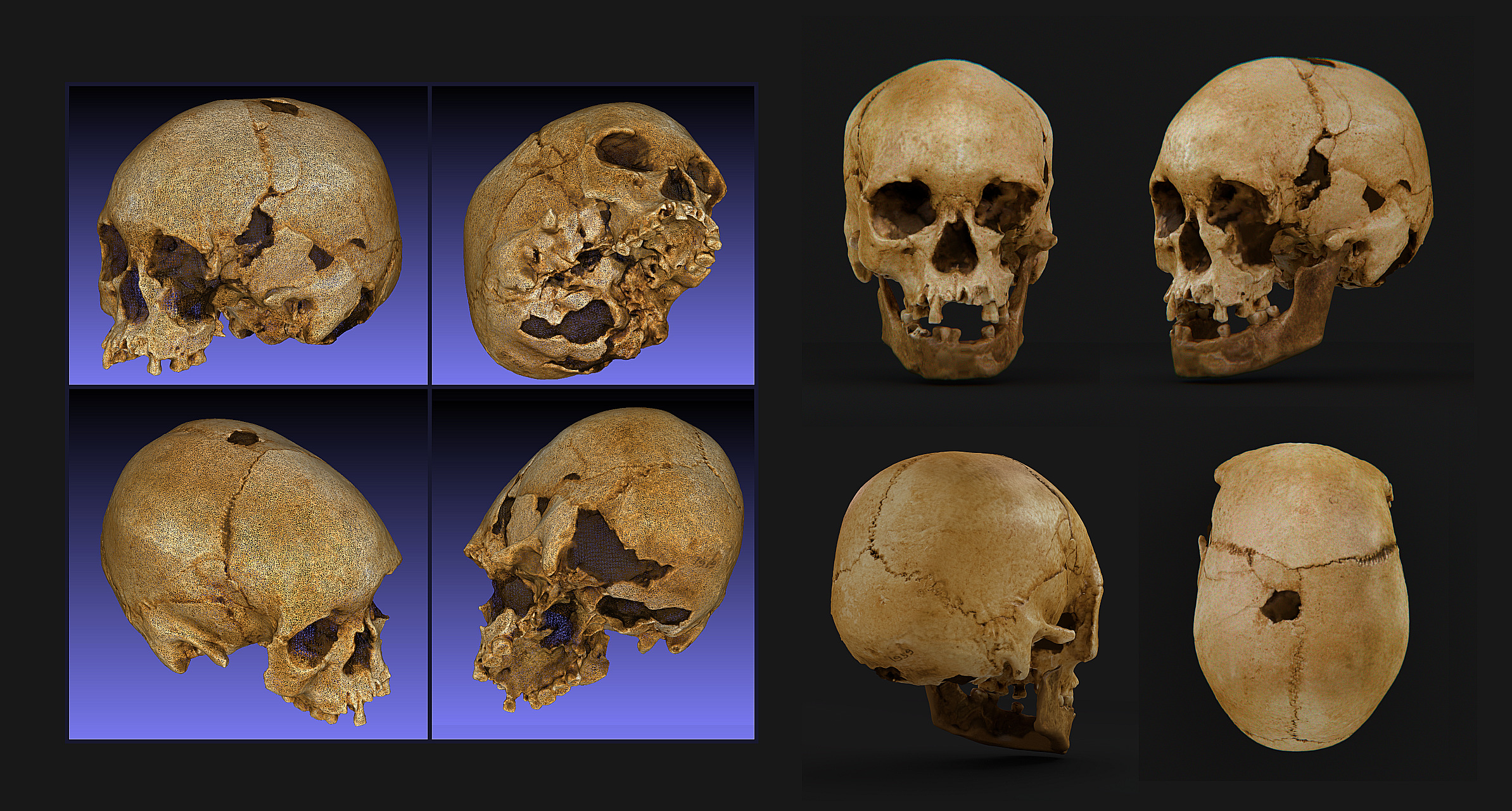
Фотограмметрия со всех сторон черепа Лузия.

Лузия (порт. Luzia) — условное название, которое дал биолог Вальтер Алвис Невис найденным в Бразилии древнейшим известным (на начало XXI века) ископаемым останкам человека в Америке возрастом около 11 тысяч лет.
Во время пожара 2 сентября 2018 года в Национальном музее Рио-де-Жанейро останки Лузии сильно пострадали.

## Находка
Череп женщины, возраст которого составляет около 11 тысяч лет, обнаружила в 1974 году в пещере Лапа-Вермелья (муниципалитет Лагоа-Санта штата Минас-Жерайс) группа бразильских и французских археологов, которую возглавляла Аннетта Ламинг-Амперер (1917—1977). Имя Лузия было дано как аналог Люси — известной антропологической находки 1974 года в Танзании возрастом 3,5 млн лет.
Исследования скелета показали, что Лузия относилась к самым первым жителям Южной Америки. Череп женщины имеет овальную форму и маленький размер, лицо с выпирающим вперёд подбородком. Археологи предполагают, что Лузии было от 20 до 25 лет, когда она погибла в результате несчастного случая или от нападения дикого животного. Женщина принадлежала к группе, занимавшейся охотой и собирательством.

## Гипотезы
При изучении краниальной морфологии Лузии, Невеш обнаружил признаки, по его мнению, свойственные современным аборигенам Австралии и жителям Африки (при том, что согласно современным представлениям о расах, негроиды и австралоиды генетически весьма далеки друг от друга). Вместе со своим аргентинским коллегой Эктором Пучьярелли (Héctor Pucciarelli) из Музея Ла-Платы, Невис сформулировал гипотезу, согласно которой заселение Америки могло произойти в результате двух различных волн охотников-собирателей из Азии через Берингов перешеек, существовавший до конца последнего оледенения. При этом эти волны могли представлять собой биологически и этнически совершенно различные группы. Первые (так называемые «аборигены Америки») перешли через перешеек около 14 тысяч лет назад — к ним относилась и Лузия. К этой же группе мог относиться и кенневикский человек, форма черепа которого также отлична от современных индейских. Вторая группа переселенцев, якобы пришедшая в Америку около 11 тыс. лет назад, в расовом отношении была более близка к монголоидам. От неё, по мнению Невеш, происходят почти все современные индейские народы как Северной, так и Южной Америки.
В ноябре 2018 года ученые из Университета Сан-Паулу и Гарвардского университета опубликовали исследование, которое опровергло предполагаемое австралийско-меланезийское происхождение Лузии. Результаты показали, что Лузия — полностью коренной американец (индеец) генетически. Это было опубликовано в журнале Cell (8 ноября 2018 г.). Результаты секвенирования ДНК показали, что останки из Лагоа Санта, найденные возле останков Лузии, также несут ДНК коренных американцев. Два человека разделяют одну и ту же митохондриальную гаплогруппу D4h3a, которую также несёт мальчик en:Anzick-1 (более 12 000 л. н.) из Монтаны (США), другие люди из Lagoa Santa принадлежат к митохондриальным гаплогруппам A2, B2, C1d1 (образец CP19 (Lapa01)). Три человека из Лагоа Санта имеют ту же самую Y-хромосомную гаплогруппу Q1b1a1a1-M848, которая была обнаружена в геноме 10 700-летней невадской мумии Пещеры Духа. У образца CP19 (Lapa01 (Burial 1)) из Лапа до Санто (10 160—9600 лет до настоящего времени) определили редкую Y-хромосомную гаплогруппу C2a>C-L1373 (ISOGG 2019).
Бюст Лузии с австраломеланезийскими/африканскими характеристиками, таким образом, был неверным. Он был создан в 1999 году. Андре Штраус из Института Макса Планка, один из авторов статьи из журнала Science, прокомментировал: «Однако форма черепа не является надежным маркером наследственного или географического происхождения. Генетика — лучшая основа для такого типа заключения». Штраус объяснил, что генетические результаты нового исследования категорически показывают на то, что не было никакой существенной связи между людьми Лагоа Санты и группами Австралазии. Итак, гипотеза о том, что Лузия и её люди пришли из другой миграционной волны, чем предки коренных американцев, на сегодняшний день опровергнута. Напротив, ДНК показывает, что люди Люсии были полностью коренными американцами.